# Conus pseudimperialis
Espèce
Statut de conservation UICN

 DD  : Données insuffisantes
Conus pseudimperialis est une espèce de mollusques gastéropodes marins de la famille des Conidae.
Comme toutes les espèces du genre Conus, ces escargots sont prédateurs et venimeux. Ils sont capables de « piquer » les humains et doivent donc être manipulés avec précaution, voire pas du tout.

## Description
La taille de la coquille atteint 37 mm.

## Distribution
Cette espèce marine est endémique des îles Marquises.

### Niveau de risque d’extinction de l’espèce
Selon l'analyse de l'UICN réalisée en 2011 pour la définition du niveau de risque d'extinction, cette espèce est endémique des îles Marquises, et n'a été décrite que récemment à partir de spécimens dragués. On ne pense pas qu'elle soit confrontée à des menaces majeures, mais un manque de données fait qu'elle est inscrite dans la catégorie Données insuffisantes.

## Taxonomie

### Publication originale
L'espèce Conus pseudimperialis a été décrite pour la première fois en 2008 par les malacologistes Robert G. Moolenbeek (d), Arnold Zandbergen et Philippe Bouchet dans « Vita Malacologica »,.

### Synonymes
- Conus (Stephanoconus) pseudimperialis Moolenbeek, Zandbergen & Bouchet, 2008 · appellation alternative
- Rhombiconus pseudimperialis (Moolenbeek, Zandbergen & Bouchet, 2008) · non accepté